# 维客中国

维客中国標誌

维客中国，是一个基于Wiki技术的百科全书网站。维客中国曾由多派网、博客网、互联网实验室共同创办，原名搜派百科，2005年10月20日更名为维客中国，於2005年10月30日宣布关闭。
2006年5月11日，wikicn.com域名重新恢复使用。新网站名为“维客（wiki）”，并声明此域名受人赠与，与前维客中国及其建设者无关。

## 维客中国的建立
2005年10月20日搜派百科更名为“维客中国”，由博客网、多派网、互联网实验室共同建设。其页面的标题注明“维客中国——全球第一中文维客百科”，但不少人认为当时它的条目数、影响还远不能与中文维基百科相比。
由于10月19日维基百科被中国大陆有关部门封锁，因而有人怀疑其可能利用维基百科被封的时机，来宣传推广自己。也有人认为它有太多网络审查的影子。

## 内容及其来源
维客中国条目最多时有2万多，据称大多数是直接对应于中文维基百科相应条目的某个历史页面。由于维基百科能够导出数据，据分析维客中国的内容可能是人工导入、机器自动完成复制。而维基百科的部分用户以相同的用户名在维客中国注册后，相关用户界面已存在，与维基百科的同一页面的某一历史页面相同。

## 争议
由於维客中国对维基百科内容的抄袭，并且没有注明出处，并且页面没有注明实行GFDL，对版权问题已经产生很大争议。很多维基用户公开声明反对维客中国的作法。
同时，由于时值维基百科被防火长城封锁，引发许多维基人的猜疑和指责。激烈争辩的情况在百度贴吧之wiki吧可以看到。

## 駭客入侵及关闭
在2005年10月30日，维客中国服务器最后两个月的数据被骇客删除。不少人认为是维基百科的用户实施这一入侵。
次日，博客网、互联网实验室创始人方兴东在其网志上说明维客中国就此关闭。使用“维客中国”这一名称的网站只存在了10天。

## 维基社群的讨论
维基百科的用户讨论了这一有广泛影响的事件。在讨论记录中，有两点共识：维客中国存在侵权行为；反对骇客的入侵。
但在对于骇客的行为是否代表了维基这一问题上，有一定的争议。认同者认为只有不推卸责任，才可能以后更好地避免不理智的行为。

## 域名之恢复
在维客中国域名无法使用6个月之后，使用该域名的“维客（wiki）”网站开通。该网站是使用Wiki技术搭建的百科类站点。在网站声明中特别指出此网站与原“维客中国”无关。
但該網站出現了源自中文維基百科的條目，卻依舊並未指明。